# Jewgienij Łopatin
Jewgienij Iwanowicz Łopatin (ros. Евгений Иванович Лопатин; ur. 26 grudnia 1917 w Bałaszowie, zm. 21 lipca 2011) – radziecki sztangista, srebrny medalista igrzysk olimpijskich i mistrzostw świata.

## Kariera
Swój pierwszy medal na arenie międzynarodowej wywalczył podczas mistrzostw Europy w Helsinkach w 1947 roku, gdzie był drugi w wadze piórkowej. Trzy lata później, na mistrzostwach Europy w Paryżu, w tej samej wadze zwyciężył. W 1950 roku zdobył też srebrny medal mistrzostw świata w Paryżu, przegrywając tylko z Egipcjaninem Mahmudem Fajjadem.
W 1952 roku wystartował na igrzyskach olimpijskich w Helsinkach w 1952 roku, gdzie wywalczył srebrny medal w wadze lekkiej. Rozdzielił tam na podium Tommy'ego Kono z USA i Verna Barberisa z Australii. Był to jego jedyny start olimpijski.
Czterokrotnie był mistrzem ZSRR: w 1947, 1948 i 1950 roku w wadze piórkowej oraz w 1952 roku w wadze lekkiej.
Jego syn, Siergiej Łopatin także był sztangistą.